# Pierre Le Roux (physicien)
Pour les articles homonymes, voir Pierre Le Roux et Le Roux.
Pierre Le Roux (né le 26 avril 1891 à Douvres-la-Délivrande et mort le 6 mars 1961 à Caen) est un physicien français, professeur titulaire à titre personnel à la Faculté des Sciences de l'Université de Caen et directeur de l'École d'ingénieur de Caen. Membre de la Société française de physique et de l'Union des physiciens. Marié à Marie-Louise  Le Roux, (1900 à Troyes - 1996 à Caen), Maître de conférences Honoraire à la Faculté des Sciences de l'Université.

## Biographie
De 1947 à 1961, il a été directeur de l’Institut technique de Normandie (ITN).
Nommé en 1947, il s'oppose à l'administration centrale qui ne souhaitait pas conserver une École d'Ingénieurs à Caen. Pierre Le Roux est un des premiers directeurs d'École d'ingénieurs à mettre en place un partenariat Université-Industrie. 
En 1960, l'ITN est élevé en institut d'université groupant ainsi trois écoles d'ingénieurs: électronique, électro-technique et de génie civil.

## Publications
- Étude magnétique de la Constitution de quelques alliages d'antimoine, International Catalogue of Scientific Literature, 1913, p. 774.
- Étude du pléochroïsme de la Tourmaline, J. Phys. Radium, 1928, 9 (4), p. 142-152. <10.1051/jphysrad:0192800904014200>. <jpa-00205330>.
- Étude du pléochroïsme du Spath d'Islande, Bulletin de l'Académie des Sciences, 1933, p. 394.
- Remarques sur le fonctionnement de la lampe Nernst. J. Phys. Radium, 1935,. 6 (2), p. 65-68. <10.1051/jphysrad:019350060206500>. <jpa-00233298>.
- Alliages employés pour les couples thermodynamiques, Bulletin de l'Académie des Sciences, 1933, p. 394.

## Distinctions
- Chevalier dans l'Ordre national de la Légion d'honneur (1956)
- Officier dans l'Ordre des Palmes Académiques (1933)